# 34543 Davidbriggs
34543 Davidbriggs este un asteroid din centura principală de asteroizi.

## Descriere
34543 Davidbriggs este un asteroid din centura principală de asteroizi. A fost descoperit pe 28 septembrie 2000 la Socorro, New Mexico, în cadrul proiectului LINEAR. Asteroidul prezintă o orbită caracterizată de o semiaxă mare de 2,94 ua, o excentricitate de 0,05 și o înclinație de 1,1° în raport cu ecliptica.